# استودیوهای ادیسون

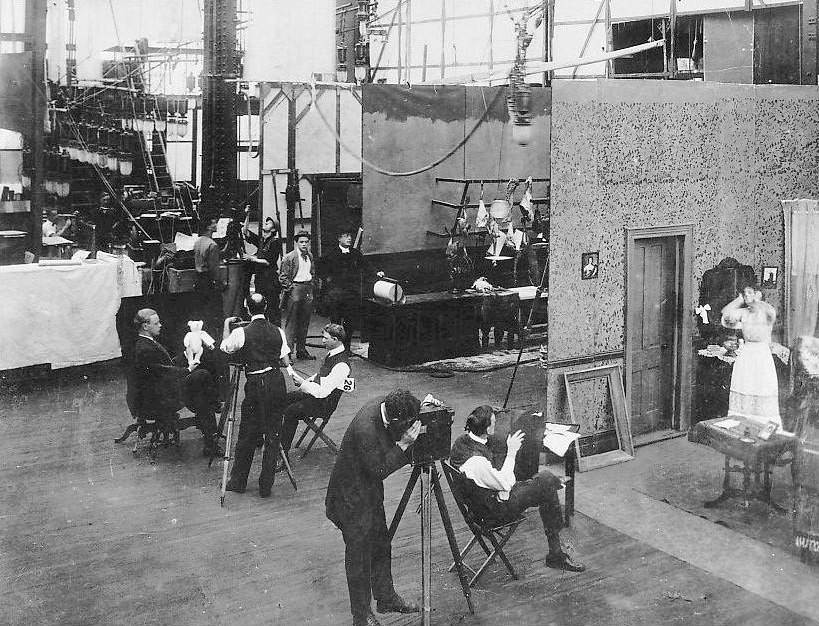
فیلم‌های در حال ساخت در استودیوهای ادیسون

استودیوهای ادیسون (انگلیسی: Edison Studios) یک استودیو و شرکت فیلم‌سازی در ایالات متحده آمریکا بوده‌است.
این شرکت که در سال ۱۸۹۴ تأسیس و در سال ۱۹۱۸ منحل شده متعلق به توماس ادیسون بوده، فیلم‌های این استودیو به صامت ساخته می‌شده‌است.

## فیلم‌ها
- بوسه
- سرقت بزرگ قطار
- ماجراهای آلیس در سرزمین عجایب
- فرانکنشتاین

## فیلم‌های مطرح
- صحنه آهنگری (۱۸۹۳)

Fred Ott's Sneeze {1894}
- Annie Oakley shooting glass balls, 1894
- Leonard-Cushing fight (1894), the first بوکس on film.
- بوسه (فیلم ۱۸۹۶) (1896), the very first love scene on film.
- What Happened on Twenty-third Street in New York Cty {1901]
- سرقت بزرگ قطار (فیلم ۱۹۰۳) (1903), the first "وسترن" ever filmed.
- The Messenger Boys Mistake {1903}
- Nervy Nat Kisses the Bride {1904)
- Battle of Chemulpo Bay (1904), a re-enactment of the Battle of Chemulpo Bay.
- ملاقات با سنت نیکلاس (فیلم ۱۹۰۵) (1905), an early film adaptation of the 1823 poem, "ملاقات با سنت نیکلاس".
- The climax of فرانکنشتاین (فیلم ۱۹۱۰) (1910), the first film adaptation of the 1818 novel فرانکنشتاین.